# Tonje Kjærgaard
Tonje Kjærgaard (ur. 11 czerwca 1975 roku w Silkeborgu), była duńska piłkarka ręczna, wielokrotna reprezentantka Danii, obrotowa. Dwukrotnie zdobyła mistrzostwo olimpijskie w 1996 r. w Atlancie i w 2000 r. w Sydney. Mierzy 170 cm i wazy 72 kg.

## Sukcesy
- 1993:  wicemistrzostwo Świata
- 1994:  wicemistrzostwo Europy
- 1995:  brązowy medal mistrzostw Świata
- 1996:  mistrzostwo Europy
- 1996:  mistrzostwo Olimpijskie; Atlanta
- 1997:  mistrzostwo Świata
- 1998:  wicemistrzostwo Europy
- 2000:  mistrzostwo Olimpijskie; Sydney

## Nagrody indywidualne
- 1998: najlepsza obrotowa mistrzostw Europy